# Mike Glover (boxe anglaise)
Mike Glover, de son vrai nom Michael J. Cavanaugh, est un boxeur américain né le 18 décembre 1890 à Lawrence, Massachusetts, et mort le 11 juillet 1917 à Middletown, Massachusetts.

## Carrière
Il entame sa carrière professionnelle en 1908 et devient champion du monde des poids welters le 1er juin 1915 après sa victoire aux points contre le britannique Matt Wells. Glover perd ce titre dès le combat suivant face à son compatriote Jack Britton et meurt prématurément en 1917. Son palmarès fait état de 63 victoires, 16 défaites et 14 matchs nuls.

## Référence
1. ↑  (en) Biographie de Mike Glover (cyberboxingzone.com)